# ОШ „Свети Сава” Козарска Дубица
ОШ „Свети Сава” је једна од основних школа на подручју општине Козарска Дубица. Налази се у Улици Доситејева бб у Козарској Дубици. Име је добила по Светом Сави српском принцу, монаху, игуману манастира Студенице, књижевнику, дипломати први архиепископ аутокефалне Српске православне цркве. Рођен је као Растко Немањић, најмлађи син великог жупана Стефана Немање, и брат Вукана и Стефана Првовенчаног.

## Историјат
Након земљотреса у октобру 1969. срушена је ОШ „Фрањо Клуз“, која се налазила у центру града. Зграда школе „Фадил Шерић“, једине основне школе у граду након земљотреса, могла је примити 1.000 ученика, а требало је обезбиједити услове за око 2.000, па је почела изградња још једног школског објекта. Обавезе око инвестирања и изградње преузела је Република Србија, а Општина је обезбиједила локацију и уредила имовинско-правне односе. Новосаграђену школу „Братство‒јединство“ отворио је, 25. маја 1974, републички секретар за образовање и науку Србије. У школу је прешао један број ученика и наставника из школе „Фадил Шерић“, а додијељена су јој и подручна одјељења Комленац (са 51 учеником) и Мразовци (33). Школа „Братство–јединство“ 1974/1975. имала је
1.122 ученика и 45 наставника. Године 1983. припојена јој је осмогодишња школа „Ранко Шипка“ из Слабиње. Централну школу 1984/1985. похађало је 1.055 ученика, а 1991. – 1.147. Новембра 1992. добила је садашњи назив. Због ратних дејстава, школска 1995/1996. година почела је тек у новембру. Школа је 1998/99. имала 885 ученика, а 2007/2008. – 630. У саставу централне школе биле су деветогодишња школа у Слабињи (основана 1945) и петогодишња у Комленцу (1953). Раније су у њеном саставу биле и школе у Мразовцима (основана 1949, угашена 1968) и Шеварлијама (основана 1961, угашена 1966). Школа је 2022/23. имала 376 ученика, 33 наставника и вјероучитеље православне, католичке и исламске вјеронауке. Школа има спортску салу, уређене спортске терене и читаоницу. Школска библиотека има око 6.500 књига. Од 1983. школа сарађује са ОШ „Љупче Шпанац“ из Беле Паланке.